# Neostylopyga nkelei
Neostylopyga nkelei är en kackerlacksart som först beskrevs av Hanitsch 1950.  Neostylopyga nkelei ingår i släktet Neostylopyga och familjen storkackerlackor. Inga underarter finns listade i Catalogue of Life.